# Liste des ambassadeurs d'Estonie en Bulgarie
L’ambassadeur d'Estonie en Bulgarie est le représentant légal le plus important d'Estonie auprès du gouvernement bulgare. Il n'est pas résident, l'ambassade étant situé à Bucarest depuis 2017 et, auparavant à Vilnius (2011-2016), Sofia (2006-2012) et Varsovie (1999-2007).

## Ambassadeurs successifs
| Début           | Fin      | Ambassadeur       | Résidence | Observations                                 |
| --------------- | -------- | ----------------- | --------- | -------------------------------------------- |
| 1999            | 2000     | Peeter Reštšinski | Varsovie  | cf. Relations entre l'Estonie et la Pologne  |
| 2001            | 2005     | Aivo Orav         | Varsovie  | cf. Relations entre l'Estonie et la Pologne  |
| 2006            | 2007     | Ants Frosch       | Varsovie  | cf. Relations entre l'Estonie et la Pologne  |
| 2007            | 2011     | Rein Oidekivi     | Sofia     | -                                            |
| 2011            | 2016     | Toomas Kukk       | Vilnius   | cf. Relations entre l'Estonie et la Lituanie |
| 17 juillet 2017 | en cours | Ants Frosch       | Bucarest  | cf. Relations entre l'Estonie et la Hongrie  |

## Sources